# Bonaparti.lv
Bonaparti.lv er en lettisk sekstet, som repræsenterede Letland ved Eurovision Song Contest 2007 med sangen "Questa notte".

## Medlemmer
- Normunds Jakušonoks
- Zigfrīds Muktupāvels
- Kaspars Tīmanis
- Andris Ābelīte
- Andris Ērglis
- Roberto Meloni